# 1705 au théâtre
| Années du théâtre : 1702 - 1703 - 1704 - 1705 - 1706 - 1707 - 1708    |
| Décennies du théâtre : 1670 - 1680 - 1690 - 1700 - 1710 - 1720 - 1730 |

## Événements
- Grimarest publie La Vie de M. de Moliere à Paris chez Jacques Le Febvre (Lire en ligne).
- Fondation à Londres du Queen's Theatre dans la rue Haymarket, district St James ; le nom du théâtre changeant en fonction du sexe du monarque britannique, il s'appelle Queen's Theatre, Anne de Grande-Bretagne étant reine jusqu'en 1714 ; il prend le nom de King's Theatre en 1714 (accession au trône de George Ier), de Her Majesty's Theatre en 1837 quand Victoria devient reine et en 1952 au début du règne de Élisabeth II, de His Majesty's Theatre en 1901 (accession d'Édouard VII au trône) et en 2023 (accession de Charles III).
- Joseph de Pestels s'installe à Bruxelles ; l'année suivante, il prend la direction du théâtre de la Monnaie jusqu'en 1708.
- François Du Mouriez, dit Du Périer quitte le Théâtre-Français où il était acteur sociétaire depuis 1686 et introduit en France les pompes à incendie.

## Pièces de théâtre représentées
- 3 janvier : L'École des pères, comédie en vers de Michel Baron d'après Les Adelphes de Térence, Paris, Théâtre-Français.
- janvier : The Gamester, comédie de Susanna Centlivre, Londres, théâtre de Lincoln's Inn Fields[1].
- 23 novembre : Ulysses, tragédie de Nicholas Rowe, Londres, Queen's Theatre[2].
- 4 décembre : Les Ménechmes ou les Jumeaux, comédie de Jean-François Regnard, inspirée de la pièce de Plaute.
- 29 décembre : Idoménée, tragédie de Crébillon père, Paris, Comédie-Française.

## Naissances
- 8 mai : António José da Silva, dramaturge portugais, mort le 18 octobre 1739.
- 17 juillet : Antoine Clet, imprimeur français au Puy-en-Velay, auteur de comédies en vers occitans et français, mort le 22 novembre 1785.
- 5 septembre : Catherine-Marie-Jeanne Dupré Deseine, dite Madame Quinault-Dufresne, actrice française, sociétaire de la Comédie-Française, morte le 15 juillet 1767.
- Louis-Adrien Duperron de Castera, auteur dramatique et traducteur français, mort le 28 août 1752.
- Date précise non connue :
  - Claude Parfaict, historien du théâtre français, mort le 26 juin 1777.
- Vers 1705 : 
  - David Mallet, dramaturge écossais, mort le 21 avril 1765.

## Décès
- 6 avril : Georges Guillet de Saint-George, comédien et érudit français, né en 1624.